# Neolythria casta
Neolythria casta là một loài bướm đêm trong họ Geometridae.